# Herman Lamm
Herman Fredrik Lamm, född den 20 april 1853 i Stockholm, död den 13 juli 1928 i Royat i Puy-de-Dôme, Frankrike, var en svensk grosshandlare och politiker. Han var son till Jacques Lamms yngre halvbror och var gift med Elise Sofie Philipson, född 1855 i Norrköping. Han var far till Martin, Kurt, Olof och Erik Lamm samt bror till Emma Zorn.
Lamm idkade i sin farfars, Salomon Ludvig Lamms, firma grosshandel med manufakturvaror i Stockholm och drev även Brunkebergsmagasinet fram till 1921. Han tog 1900 plats i stadsfullmäktige där han var en flitigt anlitad kraft och var 1909-18 ordförande i drätselnämndens första avdelning. 
Åren 1910-1928 var Lamm riksdagsledamot i första kammaren för Stockholms stads valkrets. Vid invalet räknade han sig som vänstervilde, men 1912 anslöt han sig till det liberala samlingspartiet. Efter den liberala partisprängningen 1923 tillhörde han liberala riksdagspartiet. I riksdagen var han bland annat ledamot av bevillningsutskottet 1911 och statsutskottet 1912-18, 1919 och 1920-25. Han var 1919-28 vice talman i första kammaren, en befattning som från 1921 benämndes förste vice talman. I riksdagen engagerade han sig bland annat i kommunala och ekonomiska frågor. År 1921 avvecklade Lamm sin affärsverksamhet, då han sålde sin stora manufakturaffär Brunkebergmagasinet. 
I huvudstadens kommunala liv gjorde Lamm en betydande insats, framför allt som ordförande i drätselnämndens första avdelning (stadens "finansminister"). I övrigt innehade Lamm ett stort antal förtroendeuppdrag. Sålunda var han överrevisor för Statens Järnvägar 1908-10, ordförande i Börsstyrelsen, i Stockholms handels- och sjöfartsnämnd och i dess köpmannaförening, vice ordförande i Svenska Handelsbankens styrelse samt överrevisor i Vattenfallsstyrelsen, vidare ledamot av olika kommittéer. Ur Stockholms stadsfullmäktige avgick Lamm våren 1923.